# مونگوتزو
مونگوتزو (به ایتالیایی: Monguzzo) یک کومونه در ایتالیا است که در استان کومو واقع شده‌است.

## خصوصیات
مونگوتزو ۳٫۷ کیلومترمربع مساحت و ۲٬۰۰۱ نفر جمعیت دارد.